# Eksykator

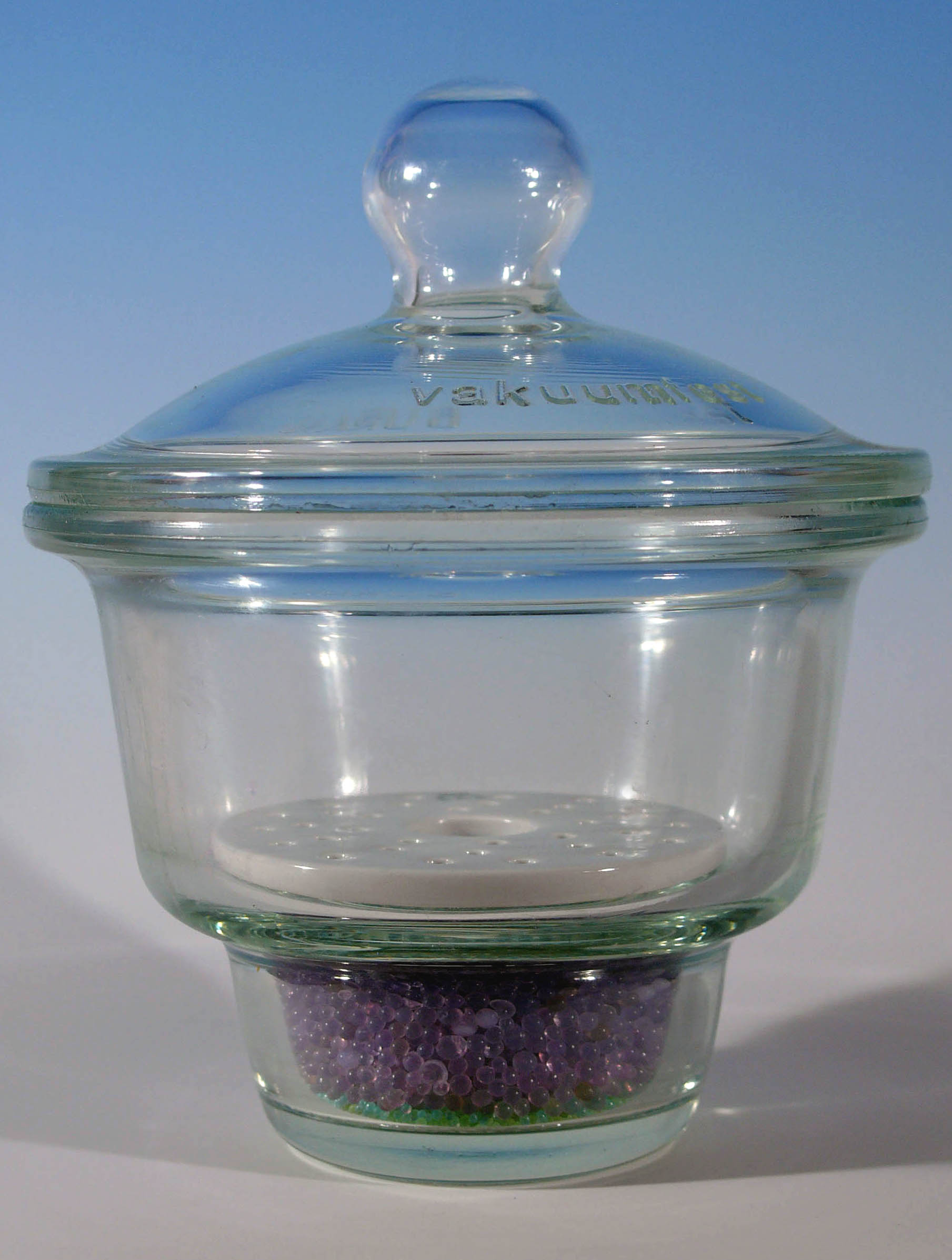
Eksykator ze stopką

Eksykator – naczynie laboratoryjne z grubościennego szkła lub (rzadziej) tworzywa sztucznego, w kształcie głębokiego garnka, szczelnie zamykane pokrywą z płaskim szlifem.
Eksykatory stosuje się w dwóch celach:
- do przechowywania pod normalnym ciśnieniem próbek wrażliwych na parę wodną (związków silnie higroskopijnych lub rozkładających się pod wpływem wilgoci). Tego rodzaju eksykatory posiadają zwykle węższą dolną część, zwaną stopką, oddzieloną od górnej części metalową siatką lub szklaną płytką z otworami. W dolnej części umieszcza się środek pochłaniający szybko wilgoć dostającą się z powietrza do wnętrza eksykatora w momencie jego otwarcia (na przykład żel krzemionkowy, bezwodny chlorek wapnia, bezwodny siarczan magnezu, stężony kwas siarkowy, wodorotlenek potasu). W górnej części umieszcza się chronione przed wilgocią próbki.
- do ostrożnego suszenia próbek i następnie przechowywania ich pod próżnią. Eksykatory stosowane do tego celu zwykle są bez stopki, natomiast na szczycie pokrywy mają kranik z oliwką i czasami również manometr. Do kranika podłącza się za pomocą węża pompę próżniową i następnie powoli obniża ciśnienie wewnątrz eksykatora. Po uzyskaniu potrzebnego ciśnienia przekręca się kranik i odcina wąż do pompy. W dobrej jakości eksykatorze tak uzyskane podciśnienie może utrzymywać się całymi miesiącami.